# Štěpán Macháček
Štěpán Macháček (* 7. prosince 1974 Praha) je český novinář a reportér, arabista a islamolog, od roku 2013 zahraniční zpravodaj Českého rozhlasu na Blízkém východě.

## Život
Vystudoval arabštinu na Univerzitě Karlově v Praze, později učil na univerzitě Ajn Šams v Káhiře čtyři roky egyptské studenty češtinu. Je též arabista, historik islámských zemí, překladatel a spoluautor několika publikací o muslimském světě. Působil rovněž v Orientálním ústavu Akademie věd ČR.
Od roku 2013 působí jako zahraniční zpravodaj Českého rozhlasu na Blízkém východě, kde vystřídal Břetislava Turečka.
V roce 2022 byl autorem reportáží Egypt očima Štěpána Macháčka v rámci televizního cyklu Postřehy odjinud.